# Maratón (film)
Maratón je československý film z roku 1968, jehož hlavní myšlenkou je oslava osvobození Prahy Rudou armádou. Jako válečný film je Maratón neobvyklý v tom, že v něm všechny postavy bez ohledu na národnost mluví česky.
Film sleduje dvě oddělené dějové linky, které se protnou až v závěru filmu: Mladík jménem Ruda Střecha (Jaromír Hanzlík) je na počátku Pražského povstání, 5. května 1945, spolu s dalšími vězni vysvobozen z věznice gestapa na Pankráci. Povstalci ho zavedou do bytu bohaté rodiny a požádají služebnou Karlu (Jana Brejchová), aby mu obstarala jídlo a civilní oblečení. Ruda pak Karle pomáhá utéct z Prahy na venkov, ale jsou zataženi do pouličních bojů.
Ten samý den, Rudolfův starší bratr Jarda Střecha (Vladimír Menšík) bojuje společně s dalšími vojáky Československého armádního sboru v Karpatech, když se k nim donese zpráva o povstání v Praze. Jakožto zkušený řidič a znalec silnic v severních Čechách je okamžitě převelen k Rudé armádě do Saska, aby se stal průvodcem 3. gardové tankové armády generála Rybalka (Karel Höger) při Pražské operaci a současně i svědkem obětavosti a neúnavnosti sovětských vojáků v „závodě o Prahu“.